# Dia Internacional de la Nena
El Dia Internacional de la Nena és un Dia Internacional que se celebra l'11 d'octubre amb l'objectiu de crear consciència sobre la situació de les nenes a tot el món. Va ser aprovat com a Dia Internacional per l'Assemblea General de les Nacions Unides el 2011.

## Celebració
El 19 de desembre de 2011, l'Assemblea General de les Nacions Unides va aprovar la Resolució 66/170 en la qual declarava l'11 d'octubre com el Dia Internacional de la Nena, per reconèixer els drets de les nenes i els desafiaments excepcionals que confronten les nenes de tot el món.

## Història
La creació d'un dia per a les nenes al calendari universal va ser promoguda des de 2009 per l'ONG Pla Internacional, una organització no governamental que funciona a diversos països del món. Ho va fer a través de la seva campanya internacional "Per ser nena", enfocada a acabar amb la doble discriminació que sofreixen milions de nenes a tot el món per gènere i per la seva edat.
El dia va ser proposat com a resolució per Canadà en l'Assemblea General de Nacions Unides. Rona Ambrose, ministra canadenca de la Situació de la Dona, va defensar la resolució. Una delegació de dones i nenes van fer exposicions en suport a la iniciativa en la 55a Comissió de la Condició Jurídica i Social de la Dona.

## Argumentació i dades

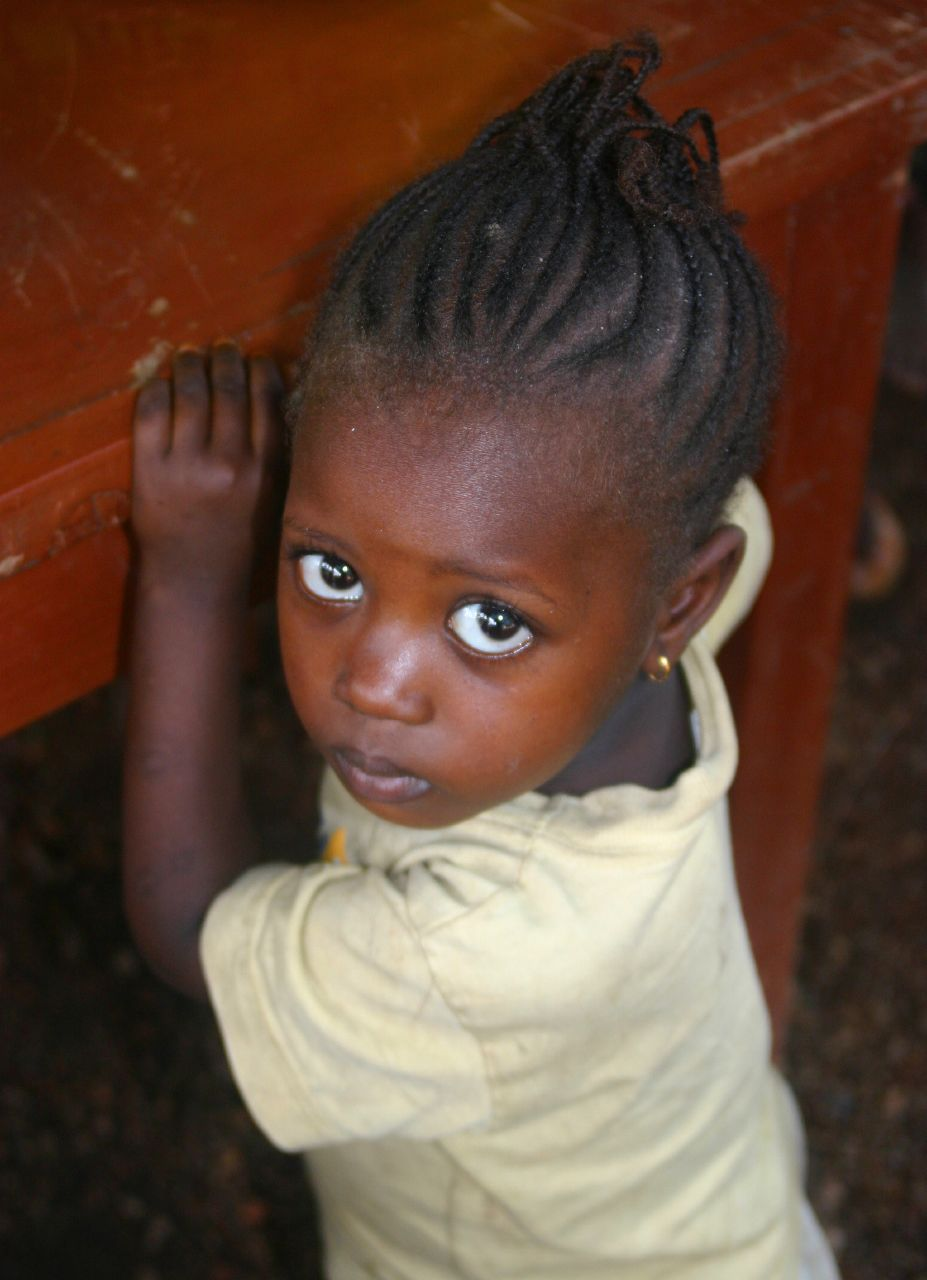
Nena de Malaforia, Districte de Koinadugu a Sierra Leone (2008)

La pròpia resolució destaca la necessitat d'invertir i sensibilitzar la societat sobre el necessari apoderament de les nenes amb l'objectiu de trencar el cicle de discriminació i violència de les quals són víctimes, i promoure i protegir els seus drets humans.
- Educació. 31 milions de nenes que estan en edat de cursar estudis de primària es troben sense escolaritzar al món. Es calcula que uns 17 milions d'aquestes nenes no podran assistir a l'escola. Hi ha 4 milions menys de nens que de nenes sense escolaritzar. En tres països del món, hi ha més d'un milió de nenes sense escolaritzar. A Nigèria són gairebé cinc milions i mig; al Pakistan, més de tres milions, i a Etiòpia, més d'un milió.[9]

- Mutilació genital. La pràctica de la mutilació genital femenina. Més de 30 milions de nenes corren el risc de sofrir-la en els propers 10 anys

- Matrimoni infantil. Cada set segons, una nena menor de 15 anys és obligada a casar-se en algun lloc del món. Més de 700 milions de dones al món, avui encara s'han casat abans de complir els 18 anys. Níger, el Txad, República Centreafricana, Mali i Somàlia entre els llocs amb pitjors taxes de matrimoni infantil, embarasso adolescent o mortalitat materna. (2016).[10][11]
- Violència basada en gènere i pràctiques nocives: el 2016, s'estima que 30 milions de nenes corren el risc de patir la mutilació genital femenina en la propera dècada. Les adolescents són més propenses a experimentar certes formes de violència que els homes, inclosa la violència sexual. Al voltant de 2.6 bilions de nenes i dones viuen en països on la violació en el matrimoni no es prohibeix expressament. La violència física, sexual i psicològica basada en el gènere pot tenir lloc en la llar, l'escola o dins de les comunitats; aquesta té les seves arrels en la discriminació i l'exclusió.[12] Es calcula que les nenes menors de 16 anys són víctimes de la meitat de les agressions sexuals.
- La mortalitat materna és la segona causa principal de mort en les adolescents-nenes de 15-19 anys (després del suïcidi). S'estima que 70.000 nenes adolescents moren cada any a causa de complicacions durant l'embaràs o el part. Cada any, 2,5 milions de nenes menors de 16 anys pareixen.

- Exclusió econòmica. Quan els recursos de la llar són limitats, les normes socials en molts llocs, dicten que els homes han de ser prioritzats, deixant a les nenes amb escasses oportunitats per a l'educació i en situació de risc de mala salut i nutrició.[13]
- La tracta i l'esclavitud: Noies a la recerca d'una vida millor, poden ser enganyades o empeses a treballs forçats o explotació sexual. El 2016 dels 21 milions de víctimes del treball forçós a tot el món, poc més d'un quart (26%) són nenes. Les nenes es veuen desproporcionadament afectades, sobretot per l'explotació sexual forçada.[13]

## Anys anteriors
En cada any internacional es tria un tema específic on centra-se. A continuació es presenta una relació dels anys celebrats i els temes seleccionats:
| Any  | Tema                                                                                         |
| ---- | -------------------------------------------------------------------------------------------- |
| 2018 | «Amb elles: una generació de nenes preparades»                                               |
| 2017 | «Empoderar a les nenes: Abans, durant i després de les crisis»                               |
| 2016 | «Progrés de la nenes = progrés dels objectius: Dades sobre la situació mundial de les nenes» |
| 2015 | «El poder de les adolescents: la visió per al 2030»                                          |
| 2014 | «Apoderar les adolescents: posar fi al cicle de la violència»                                |
| 2013 | «Innovar per a l'educació de les nenes»                                                      |
| 2012 | «Posar fi al matrimoni en la infància»                                                       |